# Magnetismo remanente

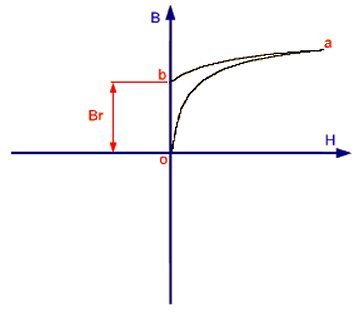
Curva de Histéresis magnética. (Br) magnetismo remanente.

El magnetismo remanente es el nivel de imanación aún existente en una sustancia ferromagnética que ha sido sometido a la acción de un campo magnético después de retirar este campo. Es el responsable de los fenómenos de histéresis magnética.
Se llama campo coercitivo al campo de sentido contrario necesario para anular el magnetismo remanente.
La lava de los volcanes, al enfriarse, genera cristales de algunos minerales como la magnetita, que son capaces de conservar una imanación remanente. La imanación de estos cristales está orientada según el campo magnético terrestre presente en ese momento. Puesto que una vez a temperatura ambiente el campo coercitivo necesario para cambiar esa imanación es elevado, el campo magnético terrestre, aunque varíe, ya no será capaz de modificarlo y la imanación puede perdurar invariable durante escalas de tiempo geológicas.